# Archeologia classica
L'archeologia classica è la disciplina che studia le grandi civiltà mediterranee della Grecia antica e di Roma antica dal VI secolo a.C. circa, fino alla caduta dell'Impero romano d'Occidente (476 d.C.).

## Origini
Gli archeologi del XIX secolo prestarono molto interesse allo studio delle antiche società di cui avevano letto in testi latini e greci. Molte università e stati, sull'onda di tale interesse, progettarono programmi di scavo in tutte le aree geografiche descritte in tali testi.
L'archeologia classica nel suo senso più stretto e tradizionale si applica solo allo studio della cultura classica di Atene e della Repubblica e dell'Impero romano. Nel corso del tempo, il campo si è allargato ad includere l'elaborato mosaico di culture che produssero le civiltà di Grecia e Roma antica. Gli archeologi classici grecisti spesso si occupano anche della Civiltà minoica, del periodo Elleno e Geometrico, nonché del Neolitico in Grecia. Inoltre gran parte dello studio dell'archeologia greca analizza le differenze regionali che sopravvivono anche nel periodo classico ed esamina le influenze greche presenti in tutte le aree che fecero parte dell'impero di Alessandro Magno nel periodo ellenistico, spingendosi in Medio oriente e in Egitto. Gli archeologi classici interessati nella civiltà romana si occupano anche degli Etruschi e delle altre culture presenti nella Penisola Italica e si spingono fino all'Impero bizantino.

## Scavi
Anche se ispirata dai testi antichi, l'archeologia classica non avrebbe un senso se fosse priva di reperti e antichi manufatti, e  la parte più viva e importante di tale disciplina risiede negli scavi archeologici.
Le prime tecniche di scavo venivano standardizzate in funzione degli scavi eseguiti in Egitto e nel Vicino Oriente, concentrando la ricerca sui grandi reperti e sulle mura, senza molto curarsi dei resti meno evidenti che potevano comunque essere individuati nell'area circostante.
Molti dei primi siti oggetto di studio ancora adesso non possono essere datati con precisione poiché la stratigrafia, ossia gli strati del terreno che inglobavano i reperti usati per determinare l'età di un sito, sono stati completamente rimossi. I primi scavi inoltre, omettevano spesso la catalogazione degli oggetti ritrovati, rendendo così difficile datare i reperti stessi, oppure determinare dove fossero stati esattamente trovati, o stabilire una correlazione tra oggetti ritrovati nel loro insieme.
Con il tempo, le tecniche di scavo sono notevolmente migliorate, e le informazioni ricavate da ogni scavo sono state enormemente più numerose che negli scavi iniziali. A causa di ciò la stesura dei rapporti di scavo richiede molti anni, proprio per il livello di dettagli necessari, inclusi ed analizzati.